# Leni Matthaei

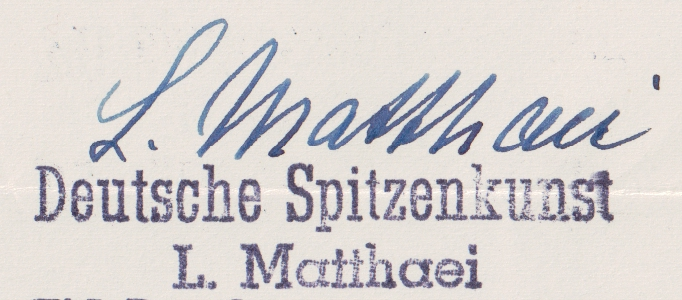
Original-Unterschrift und Firmenstempel von Leni Matthaei

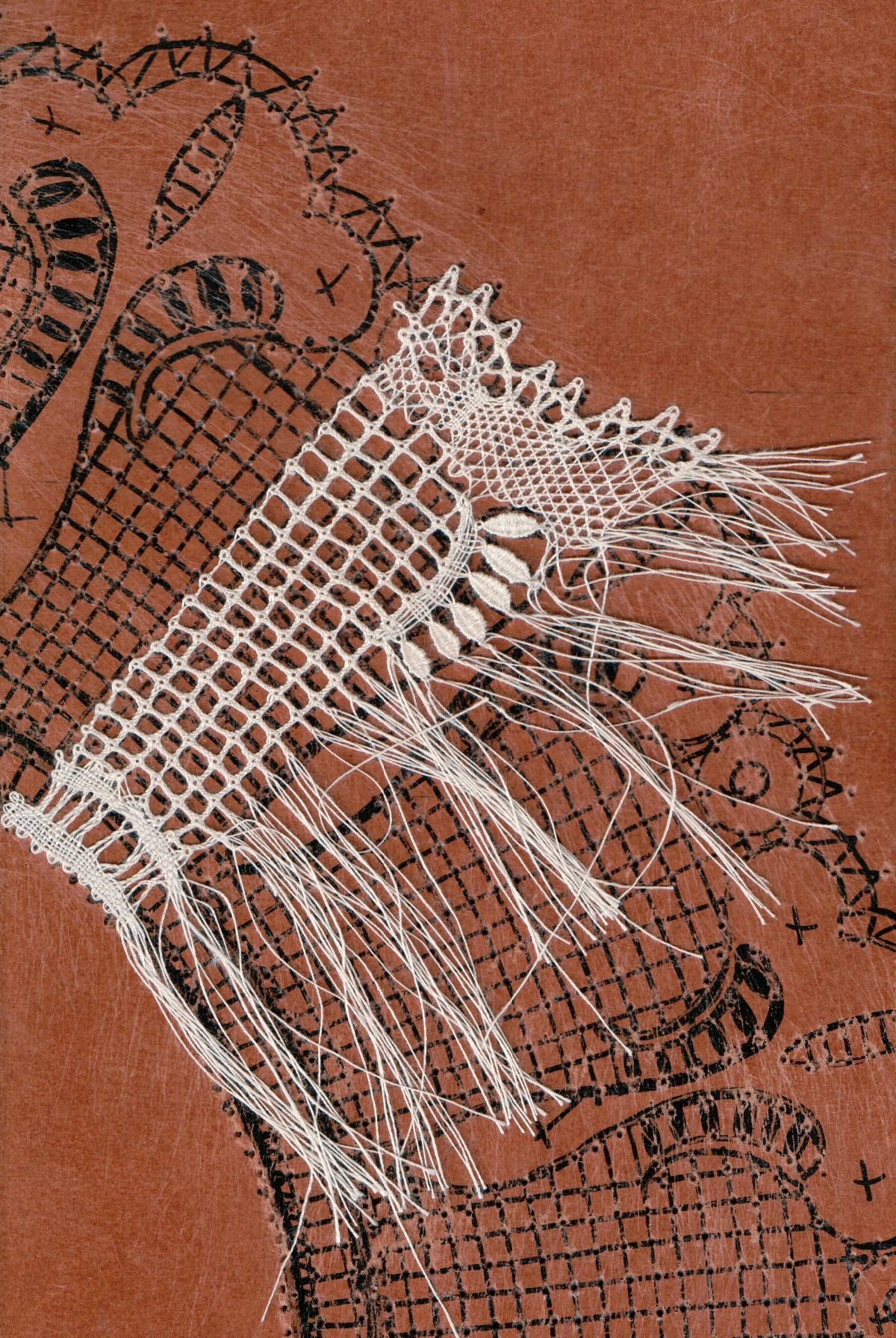
Entwurf Leni Matthaei, Ausführung Christa Zimmermann

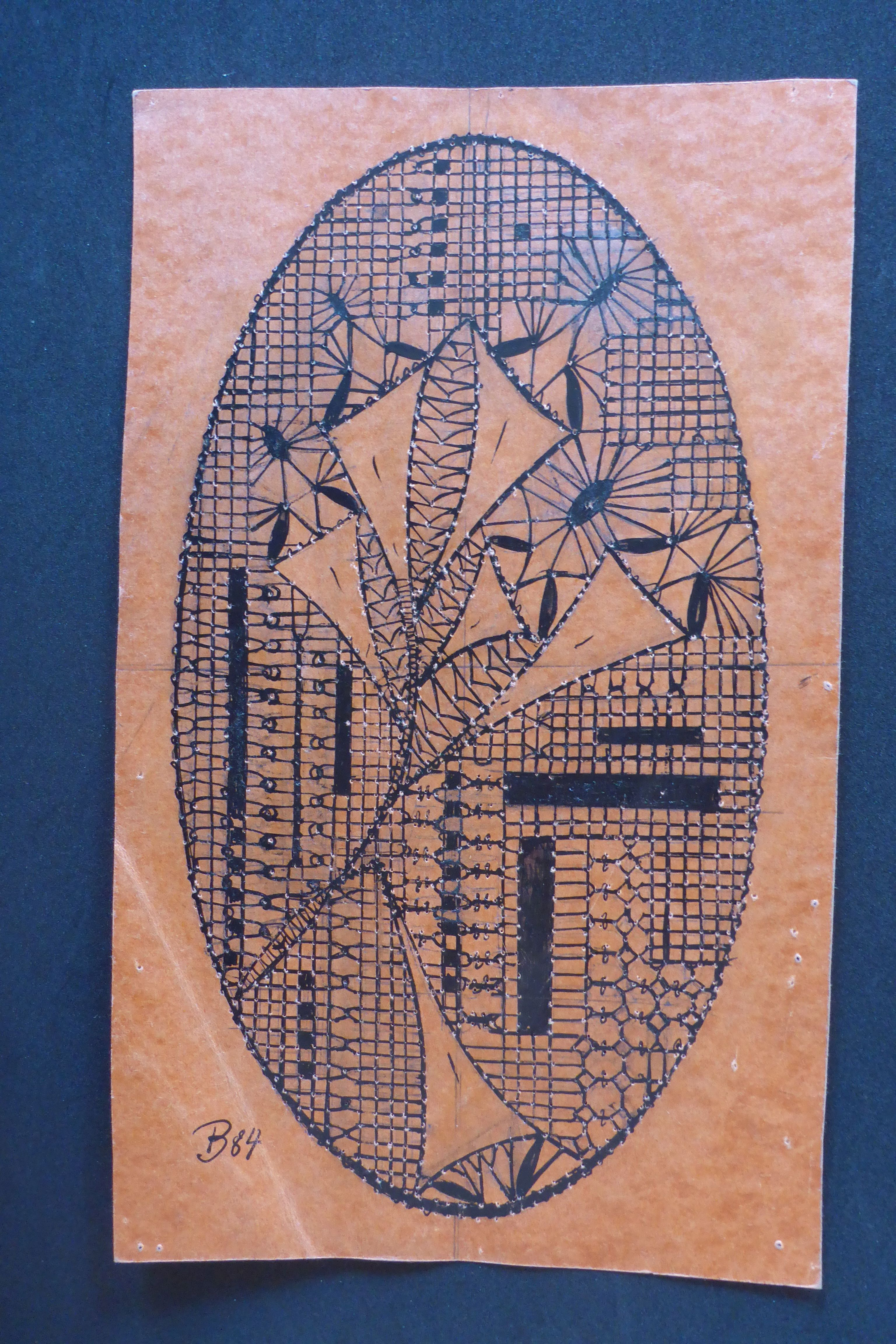
Leni Matthaei, Klöppelbrief "Trompetenblüte"

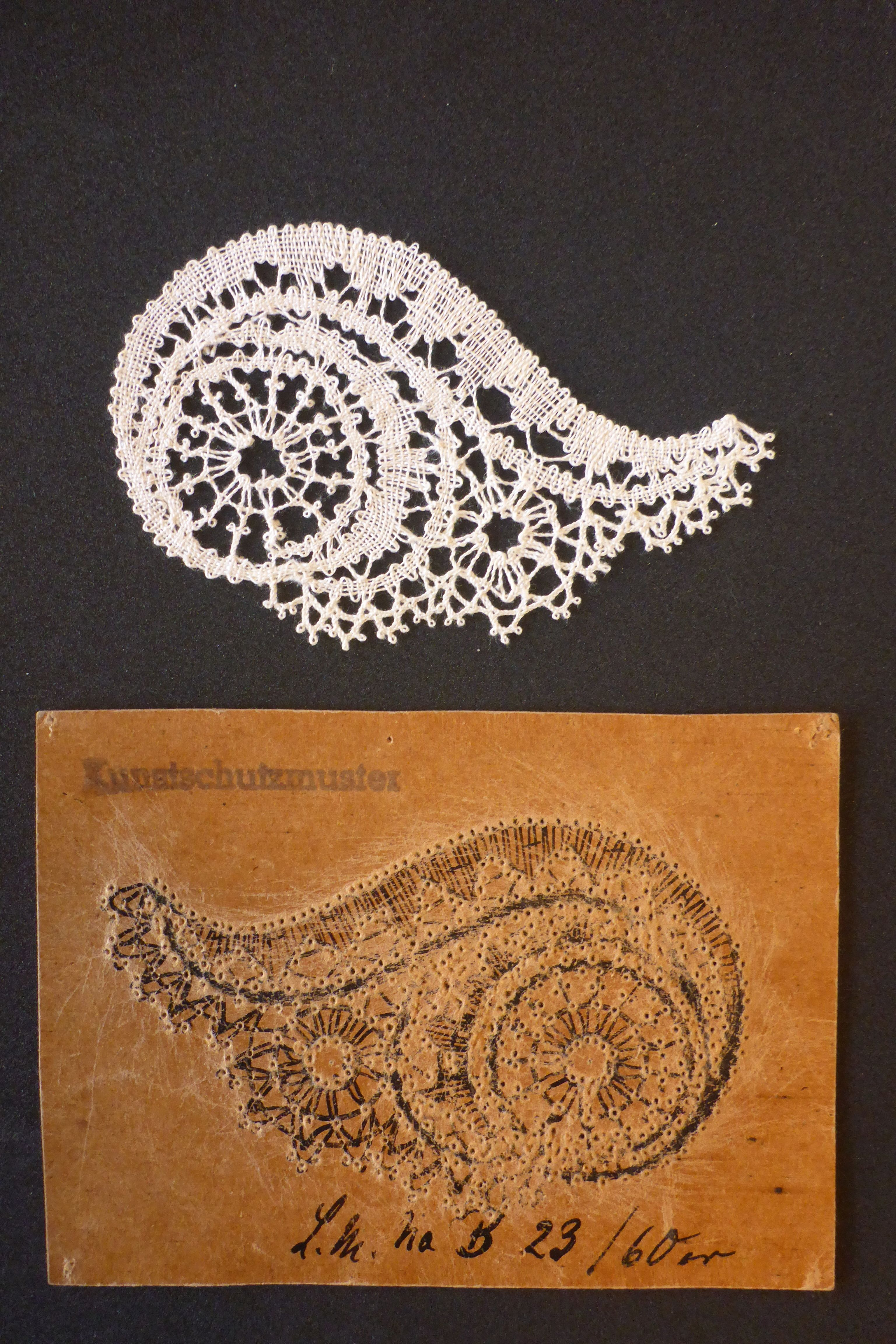
Leni Matthaei, Klöppelbrief und -spitze "Schnecke"

Helene Anna Dorothea Matthaei, genannt Leni (* 2. Juni 1873 in Stade; † 24. Januar 1981 in Reutlingen), war eine deutsche Künstlerin, die in der Zeit des Übergangs vom Historismus zur Moderne Klöppelspitzen entwarf und der Klöppelkunst neue Impulse gab.

## Leben und Werk
Leni Matthaei war das zweite Kind des Ehepaars Robert Matthaei und Henriette Klopp. Sie besuchte die Höhere Töchterschule in Clausthal/Harz. 1884 starb der Vater. Die Mutter zog mit den vier Kindern nach Hannover, wo Leni Matthaei die Höhere Töchterschule besuchte. Ein Jahr lang hielt sie sich bei ihrer Tante in Leer (Ostfriesland) auf, neun Monate in London im Austausch mit dem Sohn einer englischen Familie.
1893 besuchte sie den kunstgewerblichen Unterricht für Frauen und Mädchen in Hannover. Von 1894 bis 1896 hielt sie sich in Costa Rica bei einer Schulfreundin auf und setzte danach den kunstgewerblichen Unterricht fort. Sie nahm Privatunterricht und entwarf Tapeten, Damaststoffe, Wachstücher und Maschinentüll. Erste Mustertafeln für Klöppelspitzen entwarf sie 1905. Eine Veröffentlichung erfolgte 1906 in der Zeitschrift Deutsche Kunst und Dekoration.
Für ein viermonatiges Privatstudium bei Madame Marguerite Charles, Direktorin der Ecole des Dentelles et Broderie, zog Matthaei 1907 nach Paris. 1914 wurde sie in den Deutschen Werkbund aufgenommen. Nach einem Einsatz im Nationalen Frauendienst begann sie, mit verschiedenen Spitzenschulen zusammenzuarbeiten. Sie bildete sich im Aktzeichnen und in der Kompositionslehre weiter.
1943 verlor sie bei einem Bombenangriff auf Hannover ihre Wohnung, ihre Werkstatt, Studienmaterial und Klöppelbriefe.
Leni Matthaei zog nach Reutlingen und starb dort 1981 im Alter von 107 Jahren als die damals älteste Einwohnerin Baden-Württembergs.

## Arbeitsweise
Leni Matthaei fertigte zunächst Skizzen mit Wachsstiften oder als Aquarell an und entwickelte dann moderne Entwürfe für handgearbeitete Klöppelspitzen. Sie verlieh der Klöppelkunst neue Impulse. In den 1920er Jahren entstanden avantgardistische Arbeiten im geometrisch-abstrakten Stil des Art déco. Sie beauftragte Klöpplerinnen mit der Ausführung ihrer Entwürfe. Sie war bis ins hohe Alter kreativ.

## Ausstellungen
- 1913 Weltausstellung in Gent
- 1914 Kunstgewerbeausstellung des Deutschen Werkbundes in Köln
- 1918 Oster-Mustermesse in Leipzig
- 1929 Weltausstellung in Barcelona

## Preise
- 1913 Gold- und Silbermedaille bei der Weltausstellung in Gent
- 1929 Goldmedaille bei der Weltausstellung in Barcelona
- 1963 Verdienstkreuz am Bande der Bundesrepublik Deutschland
- 1965 Staatspreis Gestaltung Kunst Handwerk des Landes Baden-Württemberg[2]
- 1967 Staatspreis der Bayerischen Staatsregierung

## Werke
- Deutsche Klöppelspitzen. Verlag Otto Bayer, Leipzig 1925.
- Leni Matthaei – neue deutsche Spitzenkunst. Karlsruhe 1962.